# 山野謙
山野 謙（やまの けん、1966年〈昭和41年〉3月26日 - ）は、日本の自治・総務・復興官僚。復興庁事務次官。

## 経歴
宮崎県宮崎市出身。小学校は国富町で過ごした。宮崎大学教育学部附属中学校、宮崎県立宮崎西高校理数科を経て、1989年3月に東京大学法学部卒業。国家公務員採用Ⅰ種試験（法律）に合格し、同年4月自治省入省。大学時代には体育会自転車部で全国を旅し、「美しい風景を守りたい」との思いから自治省を選んだ
京都府地方課、自治省（地方債課、自治大学校）、新潟県で6年（財政課長等）、青森県企画振興部次長、米子市助役など自治体での行政経験を重ねた。
2019年 (令和元年) 7月より大阪府副知事（浜田省司の後任）。大阪都構想の推進に向けて、国（総務省）との調整役を担うも、2020年11月に行われた住民投票では反対が過半数となり構想は否決された。2021年6月、海老原諭を後任に副知事退任。
2023年7月7日、自治行政局長に就任。
2025年7月1日、復興庁事務次官に就任。

## 年譜
基本的な出典
- 1989年
  - 03月：東京大学法学部卒業
  - 04月：自治省入省
- 2000年
  - 04月：自治省大臣官房総務課課長補佐
  - 06月：国土庁大都市圏整備局総務課長補佐
- 2001年
  - 01月：国土交通省都市・地域整備局企画課長補佐
  - 04月：青森県企画振興部次長
- 2002年09月：総務省自治財政局地方債課課長補佐
- 2003年07月：米子市助役
- 2005年07月：総務省自治財政局調整課財政制度調整官
- 2006年08月：公営企業金融公庫経理部資金課長
- 2007年07月：公営企業金融公庫総務部企画課長
- 2008年10月：地方公営企業等金融機構経営企画部企画課長
- 2009年04月：福岡県総務部長
- 2013年
  - 07月：総務省大臣官房付
  - 07月：（併）内閣官房内閣参事官（内閣官房副長官補付）（命）内閣官房行政改革推進本部事務局局員（～平成25年7月）
  - 07月：（併）内閣官房国家公務員制度改革推進本部事務局参事官（～平成25年7月）
  - 07月：（併）内閣府大臣官房行政改革関係組織検討準備室室員（～平成25年7月）
  - 07月：（命）内閣官房行政改革推進本部国家公務員制度改革事務局参事官（～平成26年5月）
- 2014年07月28日：総務省行政管理局管理官[13]
- 2015年07月：地方公共団体金融機構経営企画部長
- 2017年07月11日：総務省大臣官房総務課長[14][15]
- 2018年
  - 07月：総務省大臣官房付
  - 07月：（併）内閣官房内閣審議官（内閣官房副長官補付）
  - 07月：（併）内閣府大臣官房審議官（地方分権改革担当）
  - 07月：（併）内閣府本府道州制特区担当室長
  - 07月：（併）内閣府本府地方分権改革推進室次長
- 2019年07月16日：大阪府副知事
- 2021年07月01日：総務省大臣官房総括審議官（新型コロナウイルス感染症対策、政策企画（副）担当）[16][17]
- 2022年06月28日：総務省大臣官房総括審議官（選挙制度、政策企画（副）担当）[18]
- 2023年07月7日：総務省自治行政局長[19][20]
- 2024年07月05日：復興庁統括官[21][22]
- 2025年07月01日：復興庁事務次官[11][12]